# 신곡중학교 (부산)
신곡중학교(新谷中學校)는 대한민국 부산광역시 해운대구 좌동에 있는 공립 중학교이다.

## 학교 연혁
- 1997년 1월 13일 : 신곡중학교 설립 인가
- 1997년 3월 1일 : 초대 김진환 교장 취임
- 1997년 3월 1일 : 해운대초등학교에서 개교(2학년 3학급 111명, 3학년 2학급 78명)
- 1997년 3월 5일 : 제1회 입학식(남 170명, 여 122명 계 292명)
- 1997년 4월 17일 : 신축학교(해운대구 좌동 1329번지)로 입교
- 1997년 5월 6일 : 제1회 개교기념일
- 1997년 6월 12일 : 신축교사 준공식
- 1998년 2월 13일 : 제1회 졸업식 118명 (남 74명, 여 44명)
- 2008년 5월 22일 : 운동장 인조 잔디 조성 완료
- 2014년 3월 2일 : 신곡중 씨름부 창단
- 2016년 3월 1일 : 통일부 지정 통일교육 연구학교 운영(1년차)
- 2017년 3월 1일 : 통일부 지정 통일교육 연구학교 운영(2년차)
- 2019년 7월 5일 : 다목적강당 및 씨름장 준공 및 개관식
- 2023년 2월 7일 : 제26회 졸업식(255명, 누계 8,261명)
- 2024년 3월 1일 : 제11대 이선희 교장 취임
- 2024년 3월 4일 : 제28회 입학식(남 113명, 여 101명 계 214명)
- 2025년 2월 7일 : 제28회 졸업식 (남 96명, 여 92명 총 188명)

## 참고 자료
- 신곡중학교 - 한국교육학술정보원 학교알리미